# Brik
Brik (eng. brig, fra. brick i brig, njem. brigg) je naziv za jedrenjak srednje veličine s dva jarbola s križnim jedrima, te jednim sošnim jedrom na krmenom jarbolu. U vrijeme jedrenjaka, zbog svoje brzine, brikovi su korišteni podjednako kao trgovački brodovi te kao laki ratni brodovi za kurirsku službu. Bili su posebno popularni tijekom 18. i početkom 19. stoljeća. Pojavom parobroda izašli su iz upotrebe. Brikove ne treba miješati s brigantinima, koji su također bili jedrenjaci s dva jarbola, ali su imali drugačiji raspored jedara.
Poznati brikovi su Splendido hrvatskog pomorca Ive Visina i habsburški ratni brod Triton.

## Vanjske poveznice
- Brik Hrvatska tehnička enciklopedija, portal hrvatske tehničke baštine. LZMK